# Patacón (moneda)
Patacón es el nombre dado a la moneda de plata de 28.7558 gramos de peso, es decir una onza castellana, cortada con tijeras. Por extensión recibieron este nombre diversas piezas monetarias de plata, de cobre y de valor fiduciario.

## Etimología
La palabra proviene del árabe batakká (‘ventana’), ya que muchas monedas acuñadas en el Medioevo por los estados musulmanes poseían en su cara la representación de un mihrab (‘nicho’ u ‘hornacina’), que parecía una ventana. Esta palabra pasó al italiano como patácca, que al principio significaba ‘monedas de plata provenientes de países islámicos’ y luego ‘monedas de poco valor’ y hasta ‘monedas falsificadas’. En el italiano actual significa ‘engañifa’ o ‘fraude’.

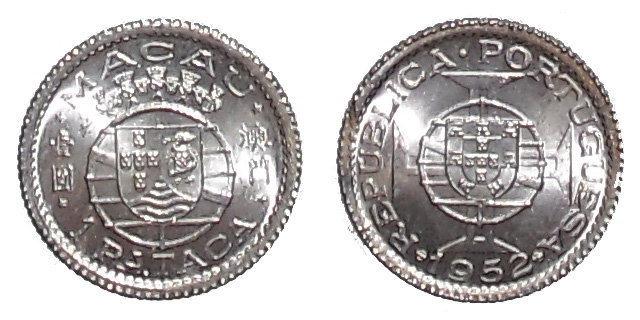
Moneda de una pataca, utilizada en Macao en 1952.

En portugués se ha usado la palabra pataca para designar a ciertas monedas coloniales, por ejemplo la que se usó en Macao (colonia portuguesa en China) desde 1894 hasta la actualidad.

## Argentina
En Argentina, los patacones fueron una famosa serie de monedas de plata emitidas en el período 1881-1883, denominadas oficialmente «peso moneda nacional». Se acuñaron cuatro valores:
- 1 m$n (un peso moneda nacional) (de 25 gramos, 37 mm de diámetro, y 900 milésimos de plata),
- 50 centavos (de 12,5 g, 30 mm y 900 milésimos de plata).
- 20 centavos (5 g, 23 mm y 900 milésimos de plata) y
- 10 centavos (2,5 g, 18 mm y 900 milésimos de plata).

El argentino de oro era equivalente a 5 m$n (pesos moneda nacional) o 5 patacones, y el ½ argentino de oro era el equivalente a 2,5 m$n o 2,5 patacones.
Hoy en día, los patacones son un emblema dentro del mundo de la numismática argentina debido a su popularidad y a su escasez (sumando sus tres años de emisión, solo se acuñaron 600.000 unidades).

### Emisiones por año

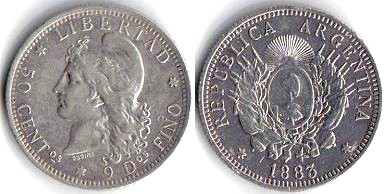
Moneda de plata de medio patacón (50 centavos de peso moneda nacional) del año 1883. Medía 30 mm.

Un patacón (1 peso moneda nacional)
| Fecha | Cantidad acuñada |
| ----- | ---------------- |
| 1881  | 62 026           |
| 1882  | 413 711          |
| 1883  | 98 000           |

Medio patacón (50 centavos)
| Fecha | Cantidad acuñada |
| ----- | ---------------- |
| 1881  | 1020             |
| 1882  | 476 447          |
| 1883  | 2 273 380        |

Un quinto de patacón (20 centavos)
| Fecha | Cantidad acuñada |
| ----- | ---------------- |
| 1881  | 2018             |
| 1882  | 762 027          |
| 1883  | 1 510 950        |

Un décimo de patacón (10 centavos)
| Fecha | Cantidad acuñada |
| ----- | ---------------- |
| 1881  | 1020             |
| 1882  | 778 131          |
| 1883  | 2 785 650        |

### Bono Patacón (2001-2002)
Se denominó patacón a una serie de bonos de emergencia emitidos entre 2001 y 2002, mediante la ley 12.727, en la provincia de Buenos Aires, durante el gobierno de Carlos Ruckauf. Fueron creados como forma de crear una moneda paralela, para paliar la enorme crisis financiera y económica que se produjo en la Argentina en 2001.

## Colombia
Se denomina patacón a la primera moneda usada en Cúcuta, Colombia. Un dato curioso es que los terrenos donados por Juana Rangel de Cuéllar para la fundación de esta importante ciudad ―el 17 de junio de 1733― costaban 50 patacones.

## Ecuador
En el siglo XVIII se usaba la palabra «patacón» para referirse a unas monedas de plata o de cobre; el término es de origen español, pero en el uso coloquial era usado para significar ‘dinero’ antes que para nombrar determinada pieza. Este uso estuvo vigente en el Ecuador hasta que el peso se sustituyó por el sucre.
Por analogía, se denominó patacón a una comida a base de trozos aplanados fritos de plátano, significado compartido por otros países americanos de la región; Perú, Colombia, Venezuela (Zulia), Panamá y Honduras.

## España
En Galicia, se usaba el término «patacón», pataco en gallego, para identificar la moneda de 10 céntimos de peseta, la célebre Perra gorda.